# Carl Pahlin
Carl Pahlin (ur. 28 stycznia 1915, zm. 5 stycznia 2010) – szwedzki biegacz narciarski, dwukrotny medalista mistrzostw świata.

## Kariera
W 1938 roku wystartował na mistrzostwach świata w Lahti zajmując siódme miejsce w biegu na 18 km techniką klasyczną. Rok później, podczas mistrzostw świata w Zakopanem na tym samym dystansie wywalczył brązowy medal, ulegając jedynie dwóm Finom: zwycięzcy Jussiemu Kurikkali oraz drugiemu na mecie Klaesowiu Karppinenowi. Zdobył także srebrny medal podczas mistrzostw świata w Cortina d'Ampezzo. Podczas spotkania we francuskim mieście Pau, FIS zadecydowała jednak, że wyniki z tych mistrzostw nie będą wliczane do klasyfikacji ogólnej, gdyż liczba zawodników była zbyt mała.
Nigdy nie startował na igrzyskach olimpijskich.

## Osiągnięcia

### Mistrzostwa świata
| Miejsce | Dzień     | Rok  | Miejscowość | Konkurencja          | Czas biegu | Strata | Zwycięzca       |
| ------- | --------- | ---- | ----------- | -------------------- | ---------- | ------ | --------------- |
| 7.      | 25 lutego | 1938 | Lahti       | 18 stylem klasycznym | 1:09:37    | +1:56  | Pauli Pitkänen  |
| 3.      | 15 lutego | 1939 | Zakopane    | 18 stylem klasycznym | 1:05:30    | +1:05  | Jussi Kurikkala |
| 2.      | 19 lutego | 1939 | Zakopane    | Sztafeta 4x10 km     | 2:08:35    | +1:08  | Finlandia       |